# Монастир Міндролінґ

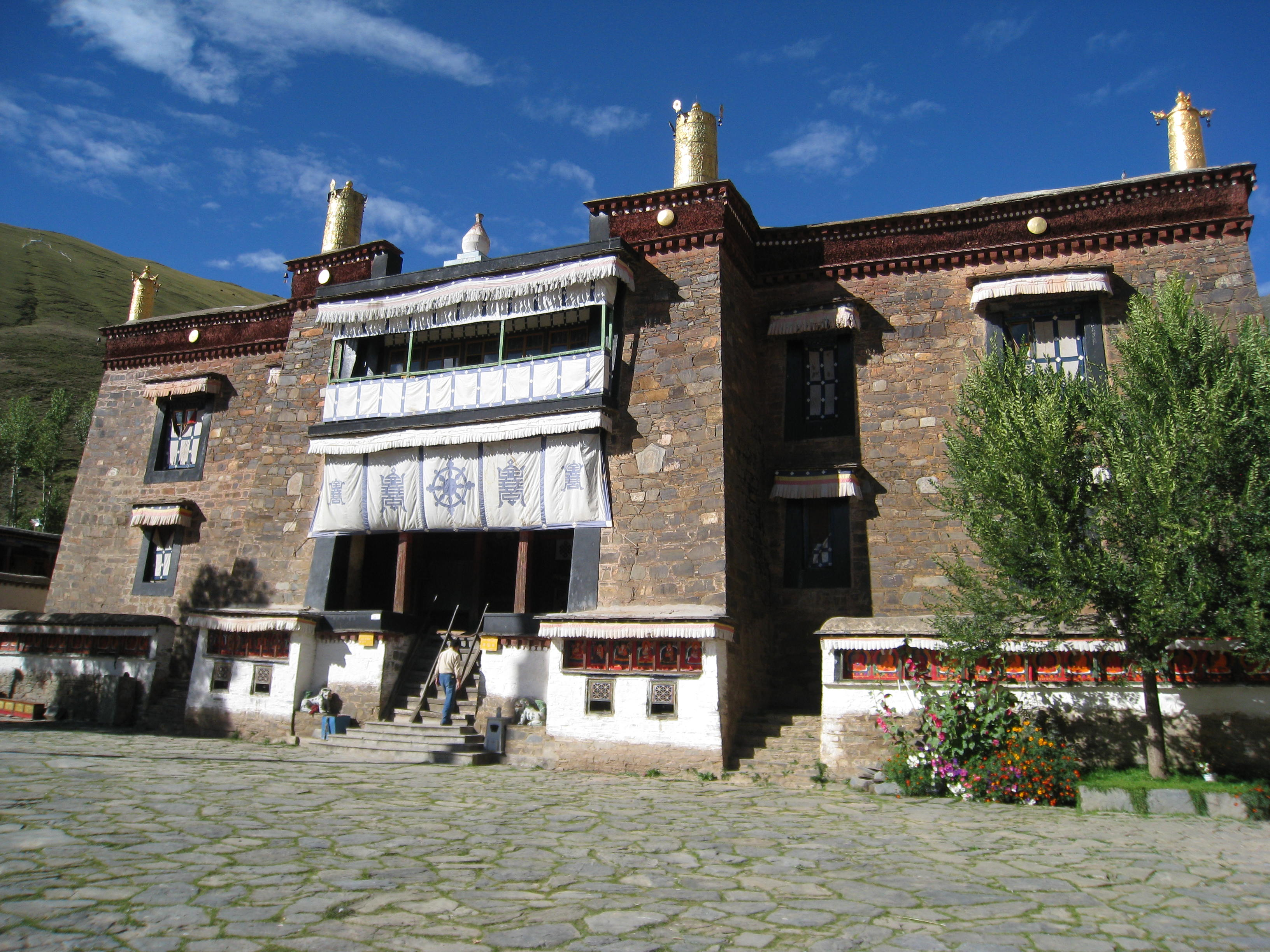
Одна з будівель монастирю в Тибеті

Монастир Міндролі́нґ (Mindroling, тиб. སྨོན་གྲོལ་གླིང་དགོན) — один з шести головних монастирів традиції Ньїнґма тибетського буддизму. Монастир був заснований Ріґзіном Тердаком Лінґпа в 1676 році. Назва монастиря, Міндролінґ, означає тибетською «місце ідеального звільнення». Головна частина монастиря розташована в окрузі Цананґ префектури Шаннан Тибетського автономного району, КНР, приблизно за 43 км на схід від аеропорту Лхаси, на березі річки Ярлунґ-Занґбо.
Монастир був значно пошкоджений в 1718 році монголами зі східного Туркестану. Його було відновлено через кілька років за наказом сьомого далай-лами під керівництвом нащадків Тердака Лінґпа.
Міндролінґ є значним освітнім центром тибетського буддизму. Велика увага тут надається вивчанню буддистських текстів, астрономії, тибетського календаря, каліграфії, риторики, традиційної тибетської медицини. Монахи вивчають тринадцять головних текстів сутри і тантри школи Ньїнґма, практики, що походять з різноманітних терм, особливо Тердака Лінґпа і його нащадків.
Монастир історично мав багато філій, у певний момент — понад сто, що, однак, пізніше були закриті. На момент тибетського повстання 1959 року тут мешкало близько 300 монахів. Після подавлення повстання монастир сильно постражджав, і все ще не відновлений повністю.
В 1965 році гуру Кхочхен Рінпоче і група монахів почали відновлення філії монастиря у Клемент-Тауні, округ Деградун, штат Уттаракханд, Індія. Зараз там міститься один з найбільших буддистських навчальних закладів в Індії.

## Галерея

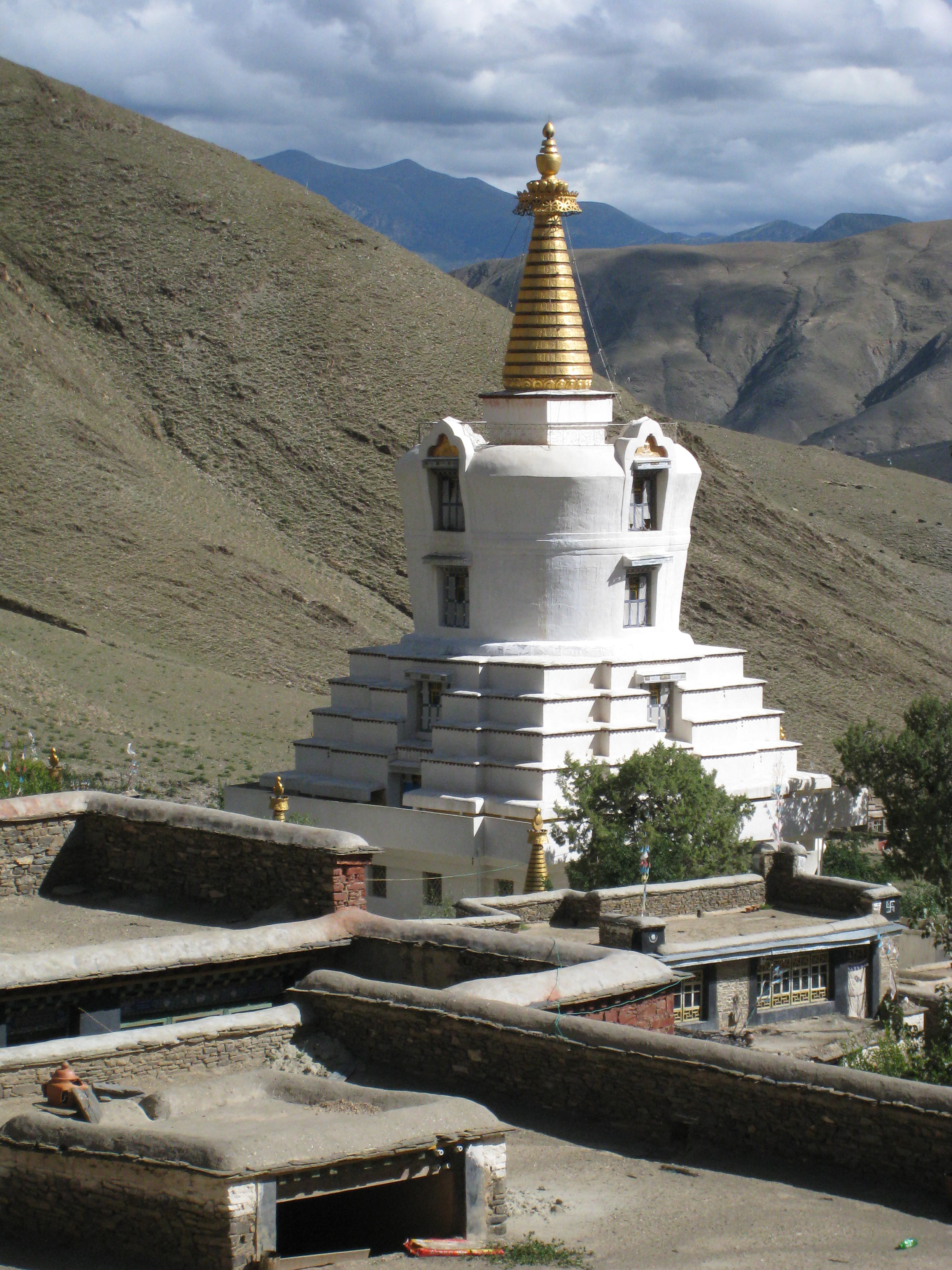
Ступа головного монастиря в Тибеті
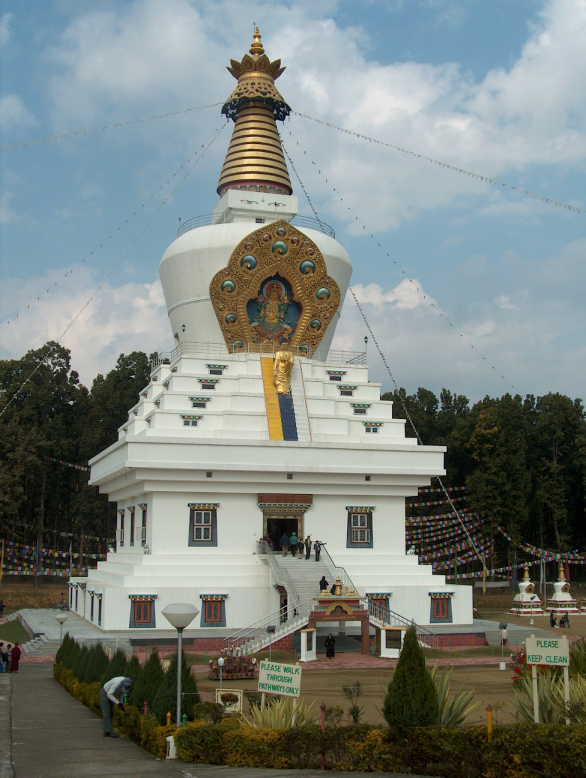
Ступа філії монастиря в Індії